# Auriol Island
Auriol Island är en ö i Myanmar.   Den ligger i regionen Taninthayiregionen, i den södra delen av landet, 1 100 km söder om huvudstaden Naypyidaw. Arean är 2,8 kvadratkilometer.
Terrängen på Auriol Island är lite kuperad. Öns högsta punkt är 170 meter över havet. Den sträcker sig 1,9 kilometer i nord-sydlig riktning, och 2,8 kilometer i öst-västlig riktning.